# インドロピリー島
インドロピリー島（インドロピリーとう、Indooroopilly Island）は、オーストラリア・クイーンズランド州の州都、ブリスベン郊外のインドロピリー付近を流れるブリスベン川に浮かぶ島である。

## 概要
インドロピリー島は、全域がインドロピリー島保護公園（Indooroopilly Island Conservation Park）に指定されている。面積は6.34ha。
島と言っても、1974年の洪水の後、干潮時にはインドロピリー島と川岸がつながるようになった。
インドロピリー島にはサウス・イースト・クイーンズランド地域最大、オーストラリア国内でも有数の、オオコウモリ類の繁殖地である。オオコウモリの繁殖期である夏の期間には、数万頭のオオコウモリ類（主にハイガシラオオコウモリ、クロオオコウモリ、オーストラリアオオコウモリの3種）が集まり、巨大なコロニーを作る。日の入り頃の時間になると、一斉に数万頭のオオコウモリ類が飛び立ち、各地に散らばっていくのが、対岸からも観察できる。
特に近年はサウスイーストクイーンズランド地域のオオコウモリ類のコロニーが開発などにより、破壊されたり、乱されることによって、このインドロピリー島のオオコウモリ類にとっての重要度が増している。
サウスバンクから日に一往復しているローンパイン・コアラ・サンクチュアリへのクルーズ船でこの島が確認できる。また、クイーンズランド州野生生物保護団体(Wildlife Preservation Society of Queensland)のブリスベン支部が繁殖期の11月から3月の間に、クルーズ船による観察会を月に一度、催しており、日の入りの飛び立ちを観察している。